# 三清殿 (大明宫)
三清殿，為唐大明宮中的道教殿宇，唐代皇室崇尚道教，故三清殿甚為壯麗。考古遺址為一夯土高台，復原為樓閣式建築。高台前有一坡道以供登臨。遺址出土大量琉璃瓦，當中有罕見的三彩琉璃瓦，在多用青掍瓦的大明宮中顯得隔外富麗堂皇。

## 考古
20世纪80年代，三清殿遗址得到清理。其殿位于后庭区西北隅。建于平面起土14米的夯台上，是大明宫宫苑区最高的建筑。南北长73米，东西宽47米。占地面积约3,000平方米。尽管规模宏大，仍与前朝二大殿等主要建筑形成了明显的统属和供卫关系，表现出唐代皇权的强大及对宗教文化的绝对统属地位。